# Frigobar (singolo)
Frigobar è un singolo del cantante italiano Franco126, pubblicato il 10 ottobre 2018 come primo estratto dal primo album in studio Stanza singola.

## Video musicale
Il videoclip, diretto da Edoardo Bolli e Lorenzo Casadio, è stato pubblicato il 9 ottobre 2018 attraverso il canale YouTube della Soldy Music.

## Tracce
1. Frigobar – 4:24